# Letterkenny
Letterkenny (Leitir Ceanainn, en irlandés) es la ciudad más grande del condado de Donegal, en la parte más septentrional de la República de Irlanda, y se localiza a 56 km al norte de la ciudad de Donegal y a 32 km al oeste de Derry, en Irlanda del Norte. Su nombre deriva de la anglinización del irlandés, cuya traducción literal sería "La Cuesta de la Familia del Cañón" (The Slope of the Cannon Family, en inglés).
La población del núcleo de Letterkenny es de aproximadamente 15 000 habitantes, pero la población total del municipio se estima entre 25 000 y 30 000 personas. A pesar de su tamaño, Letterkenny no es la capital de Donegal, que se encuentra en Lifford. Esta ciudad está situada a orillas del pintoresco fiordo Swilly.

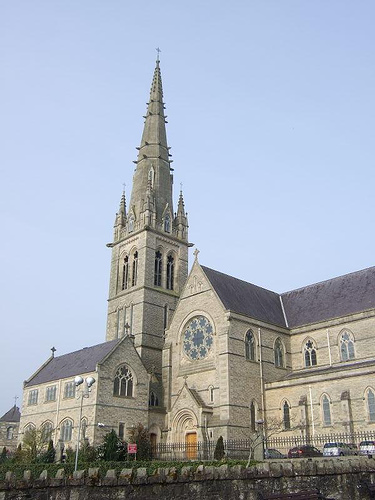
Catedral de San Eunano.

Algunos edificios destacados de Letterkenny son la Catedral de San Eunano (St. Eunan's Cathedral), el Colegio de San Eunano, el Reformatorio (ahora utilizado como museo de la ciudad), y el Hospital de San Conal (St. Conal's Hospital). El Instituto Tecnológico de Letterkenny es una famosa institución de enseñanza superior de la ciudad.

## Historia y economía
Letterkenny se fundó como mercado en el siglo XVII (anterior a la crisis de la patata irlandesa) y se convirtió en el primer punto de travesía del río Swilly. Letterkenny obtuvo el grado de ciudad a principios de los años 1920, cuando la libra irlandesa sustituyó a la libra esterlina inglesa como la moneda nacional de Irlanda.
Esto atrajo a muchos bancos de este país que anteriormente se localizaban en la ciudad norirlandesa de Derry, obligando a abrir sucursales en el condado de Donegal, incluyendo en Letterkenny. Los servicios públicos y la industria siguieron a los bancos y llevaron a Letterkenny a ser la ciudad de la Unión Europea de más rápido crecimiento durante muchos años. Entre los edificios principales donde se desarrollaban las labores de trabajo estaban el Hospital General (que se creó a partir del Hospital Psiquiátrico de San Conal, Pramerica), y el Departamento de Asuntos Sociales y Familiares. En aquellos tiempos hubo una disminución significativa en el sector de manufacturas, sin embargo la tasa de empleo aumentó en el sector servicios. Desde el 2002 ha habido una expansión considerable en el sector de venta al público. Paralelo a este crecimiento ha sido el desarrollo de las infraestructuras culturales. Esto incluye la apertura del Teatro An Grianan y el desarrollo de un nuevo centro de artes.
La universidad de Letterkenny tiene un programa de colaboración con el UCAM de Murcia.